# دوربین دوچشمی

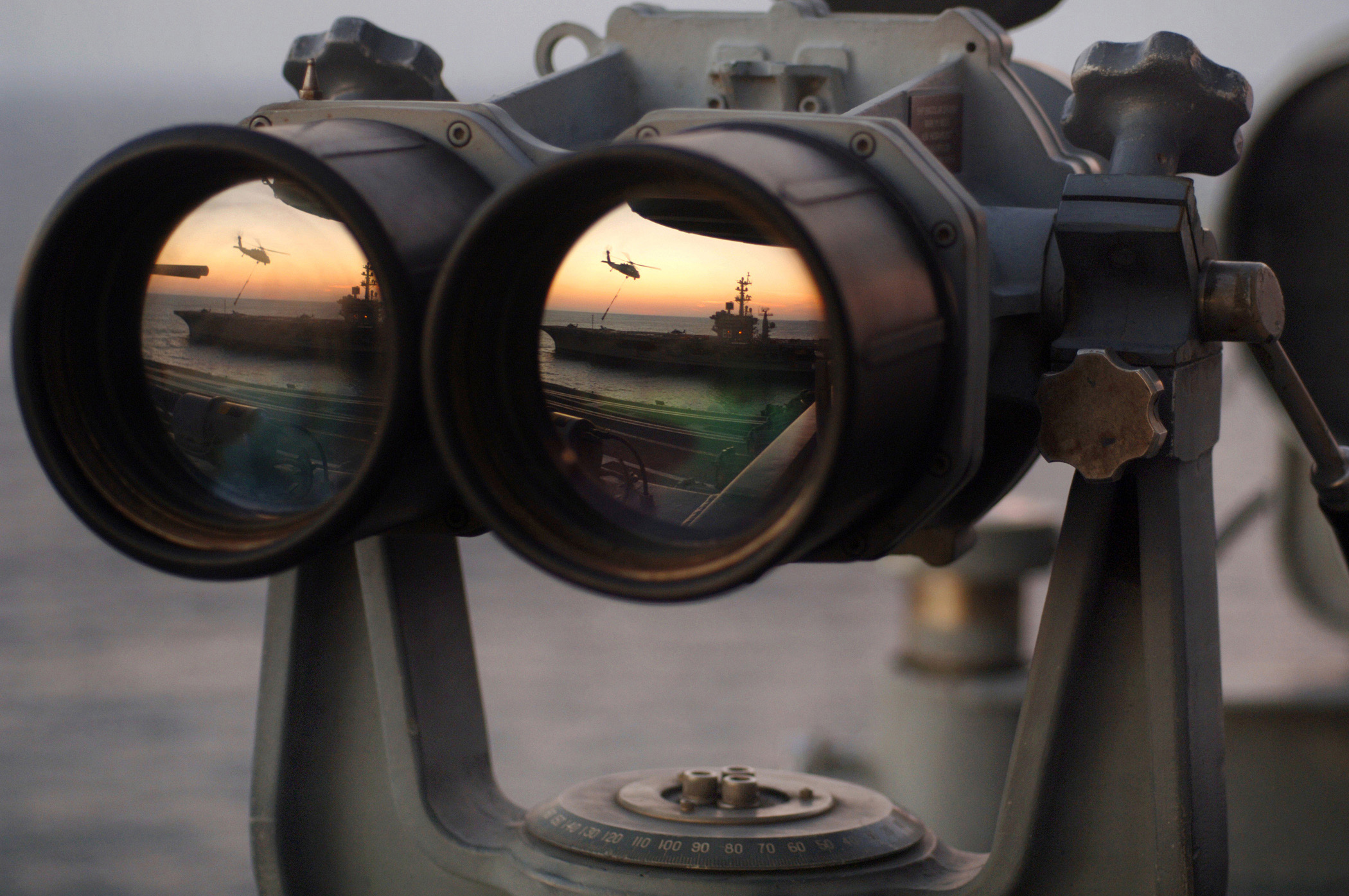
دوربین دوچشمی نظامی متعلق نیروی دریایی ایالات متحده

دوربین دوچشمی یا دوربین شکاری وسیله‌ای دستی است برای بزرگ‌نمایی اجسام دور. عمل بزرگ‌نمایی به‌وسیله عبور تصاویر از دو سری لنز مجاور و یک منشور ایستاده صورت می‌گیرد. دوربین‌های شکاری تصویر را ایستاده نشان می‌دهند برعکس تلسکوپ‌ها که تصاویر را وارونه می‌نمایانند. معمولاً بر روی دوربینهای دوچشمی سه رقم حک شده‌است. رقم نخست که به نشانه x ختم شده‌است، مثلاً ۶x، بیانگر آن است که دوربین تصویر را چند برابر اندازه واقعی درشت تر می‌کند. رقم دوم، مثلاً ۳۰ یا ۳۵، قطر عدسی شیئی را به میلی‌متر نشان می‌دهد. اگر بزرگنمایی عدسی را ثابت فرض کنیم، هرچه قطر عدسی شیئی بیشتر باشد تصویری روشنتر بدست می‌آید. این نوع دوربین در واقع در نور کم کارایی بهتری دارد. دوربین‌هایی با مشخصات ۳۰×۶ یا ۳۵×۷ برای مقاصد عمومی مناسب هستند. رقم سوم بیانگر آن است که از فاصله ۱۰۰۰ یاردی (۹۱۰ متری) یک منطقه با چه پهنایی مشاهده می‌شود.

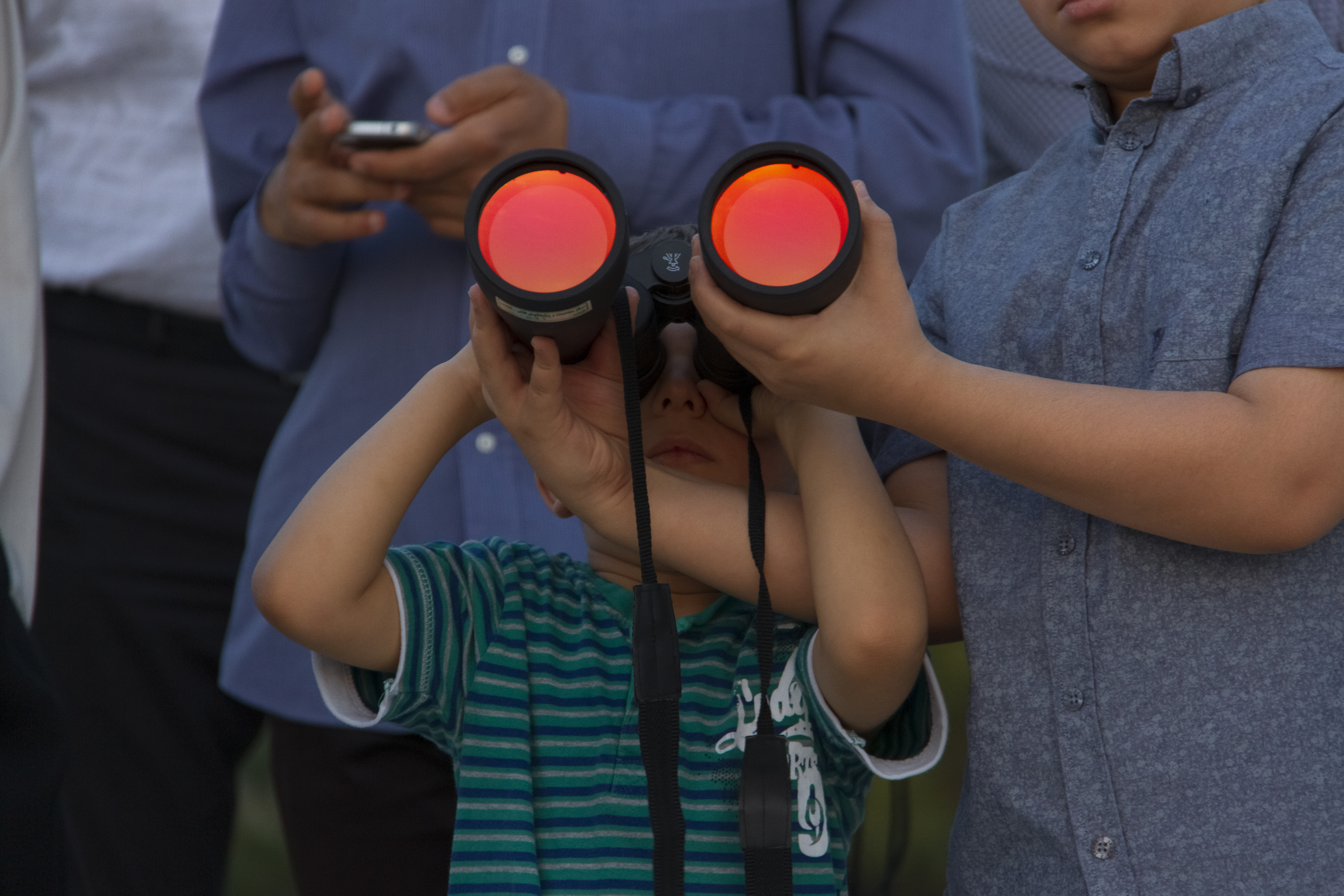
یک کودک در حال دیدن هلال ماه با دوربین شکاری در ایران

## نگارخانه

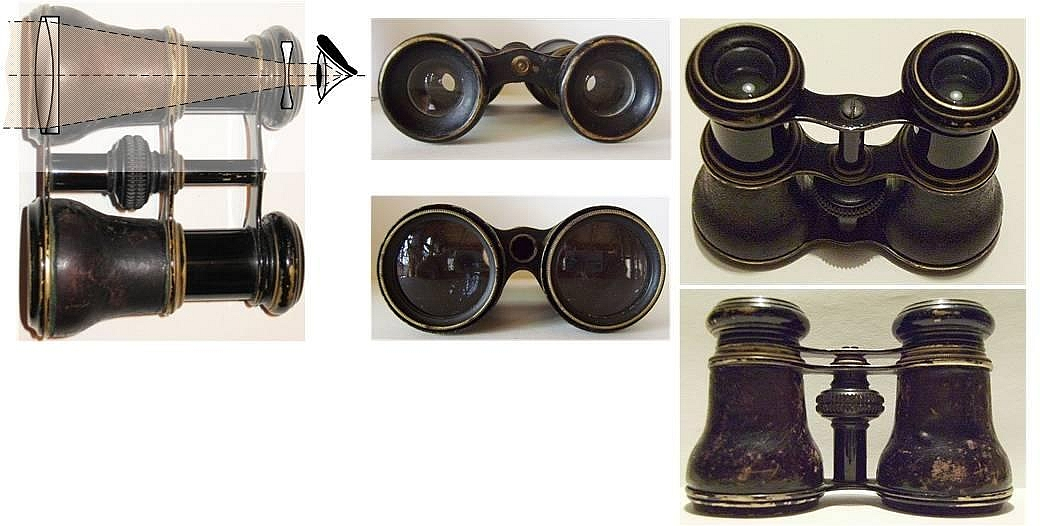